# Claire Jacob
Claire Jacob est une joueuse de football française née le 3 mai 1996 à Sedan. Elle évolue au poste de gardienne, et joue actuellement au Stade de Reims.

## Carrière
Claire Jacob a fait ses débuts en Division 1 avec le FCF Hénin-Beaumont lors de la saison 2011-2012. Elle dispute son premier match le 6 novembre 2011 à l'âge de 15 ans face à l'En Avant de Guingamp. Son club termine 10e du championnat et se voit relégué en Division 2 la saison suivante.
Afin de poursuivre sa carrière dans l'élite, la gardienne rejoint l'équipe voisine d'Arras FCF, fraîchement promue en première division. Elle fait ses débuts contre Juvisy lors de la 1re journée. Elle participe ensuite à la Coupe du monde U17 et manque terriblement à son club qui est en pénurie de gardiennes. Le 13 octobre 2012, elle est sacrée championne du monde U17.
En 2015, elle s'engage avec la section féminine du Stade de Reims. Propulsée titulaire, ses performances lui permettent d'être sélectionnée en équipe de France B avec qui elle dispute une rencontre amicale face à l'équipe de Pologne des moins de 20 ans en mars 2016.

## Statistiques
| Saison                | Club                  | Championnat           | Championnat | Championnat | Coupe(s) nationale(s) | Coupe(s) nationale(s) | Total | Total |
| Saison                | Club                  | Division              | M.          | B.          | M.                    | B.                    | M.    | B.    |
| 2011-2012             | FCF Hénin-Beaumont    | Division 1            | 5           | 0           | -                     | -                     | 5     | 0     |
| 2012-2013             | Arras FCF             | Division 1            | 12          | 0           | 1                     | 0                     | 13    | 0     |
| 2013-2014             | Arras FCF             | Division 1            | 17          | 0           | -                     | -                     | 17    | 0     |
| 2014-2015             | Arras FCF             | Division 1            | 1           | 0           | -                     | -                     | 1     | 0     |
| 2014-2015             | FC Lillers            | Division 2            | -           | -           | -                     | -                     | 0     | 0     |
| Total sur la carrière | Total sur la carrière | Total sur la carrière | 35          | 0           | 1                     | 0                     | 36    | 0     |

## Palmarès
- Vainqueur de la Coupe du monde U17 en 2012